# Гладкий Дмитро Спиридонович
Дмитро́ Спиридо́нович Гладки́й (19 жовтня 1911, село Мартоноша, Херсонська губернія, Російська імперія (нині Кіровоградська область, Україна) — 27 жовтня 1959, Кишинів, Молдавська РСР, СРСР) — молдавський радянський партійний і державний діяч. Депутат Верховної Ради Молдавської РСР 2—5-го скликань. Депутат Верховної ради СРСР 4—5-го скликань.

## Життєпис
Народився 19 жовтня 1911 в центральноукраїнському селі Мартоноша Херсонської губернії в селянській родині. За деякими даними[джерело?] — нащадок козацьких отаманів Йосипа Гладкого і Матвія Гладкого. Закінчив сільську школу, працював у сільському господарстві батька. У 1929 році вступив до комсомолу.
У 1933—1935 роках служив у Червоній армії. Потім закінчив сільськогосподарський робітничий факультет у Харкові. Навчався у Молдавському обласному комуністичному університеті в місті Тирасполі. До 1938 року — завідувач відділу Молдавського обласного комітету ЛКСМ України.
У 1938—1946 роках — на командних постах в Червоній армії. У 1938—1939 роках — курсант військової школи РСЧА. Учасник німецько-радянської війни, керував контррозвідкою дивізії на Далекосхідному фронті.
Член ВКП(б) з 1940 року.
У 1946 році — інструктор Кишинівського міського комітету КП(б) Молдавії, 2-й секретар Лапушнянського (Карпіненського) районного комітету КП(б) Молдавії. У 1946—1947 роках — 1-й секретар Страшенського районного комітету КП(б) Молдавії.
У 1947—1950 роках — слухач Вищої партійної школи при ЦК ВКП(б) у Москві.
У 1950—1951 роках — 1-й секретар Каларашського районного комітету КП(б) Молдавії. У лютому — вересні 1951 року — завідувач відділу партійних, профспілкових і комсомольських органів ЦК КП(б) Молдавії.
19 вересня 1951 — 21 вересня 1952 року — секретар ЦК КП(б) Молдавії. 21 вересня — 25 жовтня 1952 року — 2-й секретар ЦК КП(б) Молдавії.
25 жовтня 1952 року змінив Леоніда Брежнєва на посту першого секретаря ЦК Комуністичної партії Молдавії. 
6 лютого 1954 року переведений на посаду другого секретаря ЦК КП Молдавії, яку займав до 15 квітня 1959 року.
16 березня — 27 жовтня 1959 року — голова Молдавської республіканської ради професійних спілок.
Раптово помер 27 жовтня 1959 року в місті Кишиневі.

## Нагороди
- орден Леніна
- орден Вітчизняної війни ІІ ст.
- медалі